# Copa Korać 1981-82
La Copa Korać 1981-82 fue la decimoprimera edición de la Copa Korać, competición creada por la FIBA para equipos europeos que no disputaran ni la Copa de Europa ni la Recopa. Participaron 37 equipos, diez más que en la edición anterior. El ganador fue el equipo francés del Limoges, el único no yugoslavo de las semifinales, que derrotó en la final al KK Šibenik, partido que se disputó en el Palasport San Lazzaro de Padua.

## Primera ronda
| Equipo 1                    | Agr.    | Equipo 2               | Ida    | Vuelta |
| --------------------------- | ------- | ---------------------- | ------ | ------ |
| Latte Sole Bologna          | 173–158 | Iraklis                | 86–56  | 87–102 |
| PAOK                        | 201–164 | Stock 84 Wels          | 103–72 | 98–92  |
| Hapoel Haifa                | 150–160 | Spa Verviers-Pepinster | 66–69  | 84–91  |
| Vasas                       | 123–115 | Karşıyaka              | 65–51  | 58–64  |
| Acqua Fabia Rieti           | 149–146 | Avignon                | 88–70  | 61–76  |
| Nationale-Nederlanden Donar | 199–182 | Solent Stars           | 107–77 | 92–105 |
| OAR Ferrol                  | 187–140 | Sangalhos              | 108–72 | 79–68  |
| Sparta Bertrange            | 122–205 | Anderlecht             | 56–104 | 66–101 |
| Olympiacos                  | 139–156 | Maes Pils              | 79–60  | 60–96  |
| T71 Dudelange               | 139–200 | Limoges                | 83–92  | 56–108 |

## Segunda ronda
| Equipo 1                    | Agr.    | Equipo 2       | Ida    | Vuelta |
| --------------------------- | ------- | -------------- | ------ | ------ |
| Latte Sole Bologna          | 163–146 | Zbrojovka Brno | 104–86 | 59–60  |
| PAOK                        | 181–197 | Zadar          | 88–94  | 93–103 |
| Spa Verviers-Pepinster      | 178–182 | Efes Pilsen    | 91–90  | 87–92  |
| Vasas                       | 166–156 | CEPF           | 95–69  | 71–87  |
| Acqua Fabia Rieti           | 163–157 | Iskra Olimpija | 86–82  | 77–75  |
| Nationale-Nederlanden Donar | 187–189 | Cotonificio    | 104–82 | 83–107 |
| Tours                       | 194–170 | OAR Ferrol     | 98–70  | 96–100 |
| Anderlecht                  | 165–169 | Orthez         | 93–86  | 72–83  |
| Miñón Valladolid            | 171–157 | Maes Pils      | 100–79 | 71–78  |
| Limoges                     | 183–165 | Aris           | 106–77 | 77–88  |
| Hapoel Tel Aviv             | 189–195 | Šibenka        | 101–97 | 88–98  |

Clasificados automáticamente para cuartos de final
- Joventut Sony (defensor del título)
- Carrera Venezia
- Crvena zvezda
- Spartak Leningrad
- Cagiva Varese

## Cuartos de final
Los cuartos de final se jugaron dividiendo los 16 equipos clasificados en cuatro grupos con un sistema de todos contra todos.
|  | El primer clasificado avanza a semifinales |

|    | Equipo            | PJ | Pts | G | P | PF  | PC  | Dif. |
| -- | ----------------- | -- | --- | - | - | --- | --- | ---- |
| 1. | Limoges           | 6  | 10  | 4 | 2 | 561 | 549 | +12  |
| 2. | Cotonificio       | 6  | 10  | 4 | 2 | 579 | 554 | +25  |
| 3. | Carrera Venezia   | 6  | 9   | 3 | 3 | 587 | 563 | +24  |
| 4. | Spartak Leningrad | 6  | 7   | 1 | 5 | 498 | 559 | -61  |

|    | Equipo        | PJ | Pts | G | P | PF  | PC  | Dif. |
| -- | ------------- | -- | --- | - | - | --- | --- | ---- |
| 1. | Zadar         | 6  | 10  | 4 | 2 | 580 | 544 | +36  |
| 2. | Orthez        | 6  | 9   | 3 | 3 | 559 | 562 | -3   |
| 3. | Joventut Sony | 6  | 9   | 3 | 3 | 486 | 483 | +3   |
| 4. | Cagiva Varese | 6  | 8   | 2 | 4 | 499 | 535 | -36  |

|    | Equipo            | PJ | Pts | G | P | PF  | PC  | Dif. |
| -- | ----------------- | -- | --- | - | - | --- | --- | ---- |
| 1. | Šibenka           | 6  | 11  | 5 | 1 | 585 | 538 | +47  |
| 2. | Acqua Fabia Rieti | 6  | 10  | 4 | 2 | 579 | 516 | +63  |
| 3. | Miñón Valladolid  | 6  | 9   | 3 | 3 | 537 | 546 | -9   |
| 4. | Vasas             | 6  | 6   | 0 | 6 | 466 | 567 | -101 |

|    | Equipo             | PJ | Pts | G | P | PF  | PC  | Dif. |
| -- | ------------------ | -- | --- | - | - | --- | --- | ---- |
| 1. | Crvena zvezda      | 6  | 10  | 4 | 2 | 570 | 525 | +45  |
| 2. | Latte Sole Bologna | 6  | 9   | 3 | 3 | 538 | 535 | +3   |
| 3. | Tours              | 6  | 9   | 3 | 3 | 559 | 563 | -4   |
| 4. | Efes Pilsen        | 6  | 8   | 2 | 4 | 511 | 555 | -44  |

## Semifinales
| Equipo 1      | Agr.    | Equipo 2 | Ida    | Vuelta |
| ------------- | ------- | -------- | ------ | ------ |
| Zadar         | 170–183 | Limoges  | 92–84  | 78–99  |
| Crvena zvezda | 198–200 | Šibenka  | 115–99 | 83–101 |

## Final
18 de marzo, Palasport San Lazzaro, Padua
| Equipo 1 | Resultado | Equipo 2 |
| -------- | --------- | -------- |
| Limoges  | 90–84     | Šibenka  |

| 18 de marzo de 1982 | Limoges                    | 90'–84      | Šibenka                        | |  |
|                     | Parciales: 46-49, 44-35    |             |                                | |  |
|                     | Estadísticas Ed Murphy, 35 | Reporte Pts | Estadísticas Branco Makura, 23 | Pabellón: Palasport San Lazzaro, Padua Asistencia: 5.000 espectadores Árbitros: Luciano Baldini (ITA), Geza Horváth (HUN) |  |

| Campeón de la Copa Korać 1981–82 |
| -------------------------------- |
| Limoges 1.er título              |